# 沈从文
沈從文（1902年12月28日—1988年5月10日），原名沈岳煥，字崇文，後改名沈從文，筆名有休芸芸、懋琳、甲辰、上官碧、小兵、炯之等，齋名窄而霉齋，男，湖南凤凰人，中国现代文学家、小说家、散文家和考古学专家。

## 生平

### 早年经历：1902-1924
祖父沈宏富為漢族客家人，生身祖母劉氏為苗族，母親黃素英為土家族，沈从文早年亦以汉族人自居，晚年时选择苗族为其身份认同。
1917年高小毕业后，进入陈渠珍湘西护国联军部队办理杂事，后任陈渠珍书记。陈藏书甚多，沈受益匪浅。1922年在陈的支持下，沈离开湘西去北京发展。
1923年进入北京大学旁听，同时练习写作。沈从文刚到北京，穷困潦倒，作品几乎没有一家报社刊登，他试着给郁达夫写了一封求助信，没想到竟得到了他的帮助，沈从文后来回忆道“后来他拿出五块钱，同我出去吃了饭，找回的钱都送给我了。那时候的五块钱啊！”
1924年初，郁达夫在《给一位文学青年的公开状》一文中就说的是沈从文：“平素不认识的可怜的朋友，或是写信来，或是亲自上我这里来的，很多很多。我因为想报答两位也是我素不认识而对于我却有十二分的同情过的朋友的厚恩起见，总尽我的力量帮助他们。”

### 作家生涯：1924-1948
1924年开始发表作品，并结识郁达夫、徐志摩、林宰平等人。1925年发表第一篇小说《福生》，1926年出版第一个创作文集《鸭子》。
1928年，沈从文来到上海，与胡也频、丁玲三人自筹资金，在上海法租界萨坡赛路（今淡水路）204号创办红黑出版社，出版《红黑》杂志。随后，开始出版“二百零四号丛书”。同时，他们还为人间出版社编辑出版《人间》杂志。不久两本杂志都宣告停刊。
沈从文1920年代起蜚声文坛，以其小说创作著称，与诗人徐志摩、散文家周作人、杂文家鲁迅齐名。而后，他改执教鞭，1928年到1930年任教於上海中國公學，兼任《大公報》、《益世報》等文藝副刊主編。
在中國公學教書時，沈從文愛上他的女學生張兆和，單戀之下寫了不少的情書，令張兆和不勝其煩。最后問題反映到了校長胡適那里，他做了調停的好好先生，最後，據說因沈從文的情書「寫得太好了」，張兆和終於同意嫁給沈從文。多年之后，對于逝去的沈從文，悉心整理文集的張兆和還平靜地回憶，說道一生聚少離多，愛他的作品勝過愛他的風流為人。
後曾先后在輔仁大學、国立青岛大学（山东大学）、武汉大学、昆明西南聯合大學、北京大學等校任教。其中學生之一的汪曾祺也步上沈從文之路，成為小說家。沈從文只有小学學歷，西南聯大要提升沈從文為教授時，一直看不起搞新文學創作的人的劉文典在西南聯大的教務會議上提出质疑：“陳寅恪才是真正的教授，他該拿400塊錢，我該拿40塊錢，朱自清該拿4塊錢，可我不會給沈從文4毛錢。沈從文要是教授，那我是什麽？”清华外文系出身的查良铮说：“沈从文这样的人来联大来教书，就是杨振声这样没有眼光的人引荐的。”

### 中止创作：1948-1988
1948年受到郭沫若等的批判，1948年12月31日宣佈封筆，中止文学创作，转入历史文物研究，主要研究中国古代服饰。
1949年以后，沈從文没有进行过小说创作。他的书在三十多年间仅出版过一次。
1950年到1978年在北京中國歷史博物館任文物研究員，工作期間遇上文化大革命。“破四旧”期间，軍管會的軍代表指著他工作室裡的圖書資料說：「我幫你消毒，燒掉，你服不服？」「沒有什麼不服，」沈從文回答，「要燒就燒。」于是包括明代刊本《今古小說》在內的幾書架珍貴書籍被搬到院子全都燒毀。
文革结束后，1978年到1988年，在中國社會科學院歷史研究所任研究員。1979年，沈从文被第四次文代会中提起，沈从文说：“那都是些过时了的东西，不必再提它……我只不过是个出土文物。”
1981年2月1日，沈从文应邀访美。
1985年，一名女记者问道沈从文在文化大革命中打扫女厕所的经历，沈从文抱着她的肩膀，号啕大哭，惊呆了周围的人。
1988年5月10日，沈从文因心脏病猝发在家中病逝，享年86岁，临终遗言：“我对这个世界没有什么好说的。”

## 關於諾貝爾獎
瑞典學院院士、諾貝爾文學獎終身評審委員馬悅然在高行健獲得了諾貝爾文學獎後，在《明報月刊》中表示，1987、1988年諾貝爾文學獎最後候選名單之中，沈從文入選了，而且馬悅然認為沈從文是1988年中最有機會獲獎的候選人。1988年，馬悅然向中華人民共和國駐瑞典大使館文化處詢問沈從文是否仍然在世，得到的回答是：「從來沒有聽說過這個人。」其實，沈從文剛剛離世數月。文化界流傳，1988年諾貝爾評審委員會已經決定文學獎得獎者是沈從文，但因為諾貝爾獎只會頒授給在世的人，虽然经过马悦然屡次劝说破例颁发给沈从文，马悦然使出浑身解数还是无效，最后哭着离开了会场，因此沈從文與諾貝爾文學獎可謂失之交臂。日后曾任诺贝尔文学奖评委会主席的佩爾·維斯特貝里在2012年回忆称，他在加入瑞典学院前，知道沈从文“非常非常接近获奖，但是他不幸去世了。”

## 评价
美籍文學評論家夏志清對沈從文在中國文學史上的重要性予以充分的肯定，在評點沈的《靜》時他說，“三十年代的中國作家，再沒有別人能在相同的篇幅內，寫出一篇如此有象徵意味如此感情豐富的小說來。”
瑞典汉学家、诺贝尔奖终审评委马悦然评价沈从文说：“要是说中国作家得奖，沈从文头一个就是，五四运动以来的中国作家就是他，头一个可以获奖的。你不同意我的看法吗？虽然沈从文到1950年代就不写作了，他1949年放弃写作之后，埋头于文物研究，1949年到1978年在历史博物馆当讲解员，1978年到1987年在研究所做研究工作。我觉得他写的那部《中国历代服饰研究》是一部非常有刺激性的长篇小说，最精彩的一部长篇小说。沈从文没有文学家的自负清高，因为他是一个土包子，一个乡巴佬，他懂得下层人民的疾苦，懂得历史上人民生活的疾苦，所以他会写《边城》、《长河》那样伟大的小说。他即使不写小说，写服饰研究也很出色，你可能没读过他的《中国历代服饰研究》，非常漂亮，很多专门做服饰考古的学者没有人能写出他那样出色的书。在中国，要得诺贝尔文学奖，除了沈从文，有谁能得呢？”

## 主要著作

### 小说集
- 《鸭子》(小说、戏剧等合集)1926年北新书局
- 《蜜柑》短篇集1927年新月书店
- 《入伍后》短篇集1928年北新书店
- 《老实人》短篇集1928年现代书局
- 《篁君日记》中篇小说，1928年北平文学社
- 《阿丽思中国游记》两卷长篇小说，1928年上海新月书店。沈从文唯一长篇小说
- 《雨后及其他》1928年上海春潮书局
- 《山鬼》中篇小说，1928年上海光华书局
- 《长夏》中篇小说，1928年上海光华书局
- 《不死日记》小说集，1928年上海人间书店
- 《呆官日记》中篇小说，1929年上海远东图书公司
- 《神巫之爱》1929年上海光华书局
- 《龙朱》
- 《旅店及其他》
- 《石子船》
- 《虎雏》
- 《阿黑小史》1933年新时代书局
- 《边城》1934年上海生活书店初版，
- 《月下小景》1933年上海现代书局
- 《八骏图》1935年上海文化生活出版社
- 《如蕤集》
- 《从文小说习作选》1936年上海良友图书公司
- 《新与旧》1936年上海良友图书公司
- 《主妇集》1939年商务印书馆
- 《春灯集》
- 《黑凤集》
- 《蕭蕭》
- 《长河》第一卷1945年，后三卷未完成

### 散文集
- 《湘行书简》1934年记，生前未出版，1991年由沈虎整理编辑成。
- 《飘零书简》
- 《沫沫集》1934年上海大冬书店
- 《湘行散记》1936年商务印书馆
- 《废邮存底》1937年上海文化出版社
- 《湘西》1939年商务印书馆
- 《昆明冬景》1939年上海文化出版社
- 《烛虚》1941年上海文化出版社
- 《云南看云集》1943年重庆国民图书出版社。

### 传记
- 《记胡也频》1932年上海光华书局
- 《记丁玲》1934年上海良友书店。本来与丁玲夫妇友好，因为此书出版，丁玲与沈从文不再友好。
- 《从文自传》1934年上海良友书店

### 学术著作
- 《唐宋铜镜》1957年中国古典艺术出版社，
- 《中国丝绸团》1957年中国古典艺术出版社，
- 《龙凤艺术》 1960年作家出版社，收录15篇文章。1986年商务印书馆香港分馆版收录38篇文章。
- 《中國古代服飾研究》1981年商务印书馆香港分馆

### 文集
- 《沈从文文集》共12卷，1982年花城出版社。
- 《沈从文文集》共12卷，1985年三联书店香港分店。小说8卷，散文2卷，文论2卷；
- 《沈从文全集》共32卷，2002年北岳文艺出版社。小说10卷，散文2卷，杂文1卷，传记1卷，诗歌1卷，文论2卷，书信9卷，集外1卷，物质文化5卷。
- 《沈从文文集》共12卷，2013年湖南人民出版社。小说8卷，散文2卷，文论2卷。
- 《沈从文文集》共12卷，2018年民主与法制出版社。小说8卷，散文2卷，文论2卷。

### 引用
1. ↑  孙树松; 林人. . 黑龙江人民出版社. 1991. ISBN 7-207-01850-9.
2. ↑  谷向阳; 王庆新. . 北京: 学苑出版社. 1994. ISBN 7-5077-0852-7.
3. ↑  .   [2012-08-17]. （原始内容存档于2013-03-13）.
4. ↑  三位曾祖母之谜·真正的曾祖母，给了沈家苗族身份_中國雅虎[永久]
5. ↑  .   [2012-08-20]. （原始内容存档于2012-03-23）.
6. ↑  第七届中国政协委员的名单上，沈从文的民族身份为苗族，故沈从文虽然仅有少量苗族血统，但是却以苗族人的身份参与中国政治及各项事务，身份证上亦为苗族。
7. ↑  王大卫 ：《沈从文与“湘西王”陈渠珍》 《贵阳文史》2012年 第1期
8. ↑  . 人民网.   [2014]. （原始内容存档于2018-05-09） （中文（简体））.
9. ↑  岚枫. . . 民国笔记系列 2011年7月第1版. 沈阳: 辽宁教育出版社. 2011年: 025. ISBN 978-7-5382-9175-9 （中文（中国大陆））.
10. ↑  .   [2009-08-25]. （原始内容存档于2015-05-14）.
11. ↑  丁抒. . 香港中文大学. （原始内容存档于2021-12-10）.
12. ↑  过客. . 《中外文摘》 (北京: 中国期刊协会). 2008年, (21). （原始内容存档于2021-08-15） –凤凰网.
13. ↑  . 中华网. 2005-07-28. （原始内容存档于2016-03-04） （中文）.
14. 1 2  . 史飞翔. 凤凰网转中新网.   [2014]. （原始内容存档于2019-09-09） （中文（简体））.
15. ↑  . 雅虎.   [2012年1月17日]. （原始内容存档于2013年4月13日） （中文（简体））.
16. 1 2  . 搜狐网.   [2007年10月10日16]. （原始内容存档于2007年10月13日） （中文（简体））.
17. ↑  . 凤凰网.   [2008年10月7日]. （原始内容存档于2013年12月6日） （中文（简体））.
18. ↑  .   [2012年12月17日]. （原始内容存档于2013年10月23日）.

### 畫像
- 沈從文 / 江啟明 (Kong Kai Ming)   Portrait Gallery of Chinese Writers (Hong Kong Baptist University Library 香港浸會大學圖書館)